# Athlon 64
Procesori AMD-a koji su započeli s radom 2003. godine i prodaju se i danas.
Athlon 64 je osma-generacija, AMD64 arhitektura mikroprocesor-a proizvedena po AMD, objavljena 23. rujna, 2003. To je treći procesor koji nosi ime Athlon, i sadašnji nasljednik Athlon XP. Drugi procesor (nakon Opteron) da uredi AMD64 arhikteturu i prvi 64-bitni procesor prosječnom korisniku, to je AMD's primarni potrošni mikroprocesor, i natječe se s Intel'ovim Pentium 4. To je AMD'ov prvi K8, deveta-generacija procesorske jezgre za desktop i mobilna računala. Usprkos što je originalno 64-bitni, AMD64 archiktetura je unazad-kompitabilna s 32-bit x86 instrukcijama. Athlon 64 je napravljen za Socket 754, Podnožje 939, Socket 940, i Podnožje AM2.